# Vladimír Petlák
Vladimír Petlák (Kuřim, 21 de fevereiro de 1946 — Ústí nad Labem, 2 de fevereiro de 1999) foi um jogador de voleibol da República Tcheca que competiu pela Tchecoslováquia nos Jogos Olímpicos de 1968, 1972 e 1976.
Em 1968, ele fez parte da equipe tchecoslovaca que conquistou a medalha de bronze no torneio olímpico, no qual participou de todas as nove partidas. Quatro anos depois, ele participou de sete jogos e o time tchecoslovaco finalizou na sexta colocação na competição olímpica de 1972. Fez a sua última participação em Olimpíadas em 1976, jogando em seis confrontos e a Tchecoslováquia finalizou na quinta posição.